# المهرجان الدولي للثقافة الأمازيغية بفاس

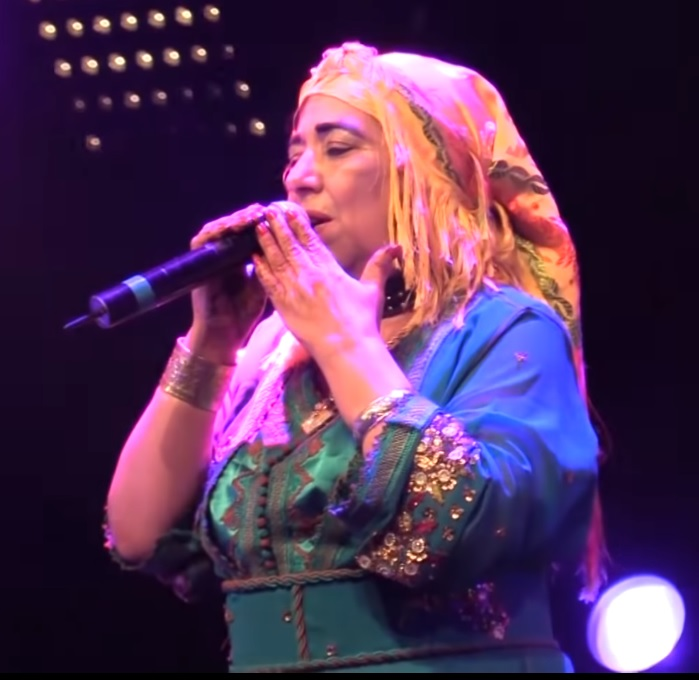
الفنانة حادة أوعكي خلال مهرجان فاس للثقافة الأمازيغية سنة 2019.

المهرجان الدولي للثقافة الأمازيغية بفاس هو مهرجان موسيقي دولي تأسس سنة 2005, ينظم سنويا بمدينة فاس المغربية من طرف جمعية فاس سايس. يهتم المهرجان بإبراز الثقافة الأمازيغية من مختلف النواحي خاصة منها الموسيقية, ولكن أيضا الشعر والأدب والجوانب الاجتماعية.
حسب موحى الناجي منظم المهرجان, فإن «هذه التظاهرة تهدف إلى تعزيز التماسك الثقافي والاجتماعي، وتقوية قيم السلم والحوار بين الثقافات».

## البرنامج
يعتبر المهرجان من أكبر مهرجانات الثقافة الأمازيغية على الصعيد الوطني, ويعتبر فرصة لتسليط الضوء على التأثير الإيجابي لمساهمة الثقافة الأمازيغية في الحوار بين الثقافات والتنمية البشرية والحفاظ على التراث. ينقسم برنامج المهرجان إلى عدة أجزاء وهي:
- منتدى دولي - يناقش فيه موضوع السنة وعلاقته بالأمازيغية من طرف خبراء وباحثين وفعاليات من المجتمع المدني.
- ورشات - للقصة القصيرة والرسم وحرف تيفيناغ ومعرضا للكتب واللوحات الزيتية, إضافة لتكريم عدد من الكتاب والفنانين.
- أمسيات موسيقية - يحييها فنانون من داخل المغرب وخارجه.

## المشاركون
شارك عدد كبير من الفنانين والمثقفين والكتاب في مهرجان فاس للثقافة الأمازيغية عبر السنوات, منهم:

### 2018

#### الكتاب والشعراء والصحافيون
الطاهر بن جلون

#### الفنانون
عائشة مايا - أوركسترا فيصل - سامي راي - فاطمة تشتوكت - دنيا باطمة - كاريستو (إيطاليا) - ماريا فلامنكا (إسبانيا).

### 2019

#### الكتاب والشعراء والصحافيون
- جان ماري سيمون والمعطي قبال (فرنسا)
- ساندرو كاتاسين وفيليبو بينيامي (سويسرا)
- يان ياب دي رويتر (هولندا)
- روبيرتو طونيني (إيطاليا)
- محمد الطايفي ومحمد نضالي (المغرب)

#### الفنانون
مجموعة ناس الغيوان - خديجة أطلس - نجاة التازي - الحسين آيت باعمران - أحيدوس لقباب وقلعة مكونة- مجموعة أحواش طاط - فرقة موحا والحسين أشيبان.

## وصلات خارجية
- الموقع الرسمي للمهرجان الدولي للثقافة الأمازيغية بفاس